# Gagea liotardii
Gagea liotardii là một loài thực vật có hoa trong họ Liliaceae. Loài này được (Sternb.) Schult. & Schult.f. miêu tả khoa học đầu tiên năm 1829.